# Victor Axinciuc
Victor Axinciuc (n. 12 februarie 1928, Vlăsinești, România) este un economist, membru de onoare al Academiei Române din 2011.

## Biografie
Victor Axinciuc s-a născut la Vlăsinești, județul interbelic Dorohoi, acum parte din județul Botoșani, fiind fiul Anetei (n. Hrițcu) și al lui Gheorghe Axinciuc. Când acesta avea patru ani, toată familia s-a mutat în târgul Săveni, până la terminarea a două clase primare. După aceea, familia s-a stabilit la Botoșani unde a stat până la terminarea liceului. A urmat apoi Academia de Studii Economice, de unde a absolvit în 1951. A fost numit asistent universitar și a continuat să lucreze acolo timp de șase decenii. În 1956 și-a susținut doctoratul la universitatea „Lomonosov”, devenind conferențiar universitar.
În 1970 devine membru al Comisiei de Istorie Economică și Istoria Gândirii Economice a Academiei Române, iar din 1981, vicepreședintele al acestei comisii.
A participat activ la congrese ale Asociației Internaționale de Istorie Economică, Asociației Internaționale de Istorie, Asociației de Studii Sud-Est Europene, precum și alte conferințe și colocvii de profil din țară și străinătate. Pentru activitatea științifică prodigioasă i s-au conferit ordine și diplome: Ordinul Meritul Științific (1970), Premiile Academiei Române, P.S. Aurelian (1980) și Victor Slăvescu (2002); Diploma meritul Academic (2008) printre altele.
În noiembrie 2011, Tudorel Postolache, Mugur Isărescu și Iulian Văcărel l-au recomandat pentru Academia Română pentru cei șaizeci de ani de cercetări și publicații analizând trecutul și structura economiei românești și concluziile acestuia privind locul României pe piața internațională, printre altele. Pe 15 decembrie în același an, recomandarea a fost acceptată și Victor Axinciuc a devenit membru al Academiei Române.

## Lucrări
- Evoluția economică a României în serii statistice de lungă durată (1859 – 1947) – 3 volume;
- Avuția națională a României între 1860 – 1949;
- Introducere în istoria economică a României – vol. I;
- Legiferarea și instituționalizarea economiei moderne în România, 1859 – 1914;
- Formarea sistemului industrial modern în România, 1859 – 1914;
- Produsul intern brut al României în serii seculare, 1862 – 2000;
- Pentru Noua Enciclopedie a României elaborează volumul Evoluția României, corpusul principal de serii statistico – istorice și comparații internaționale, în perioada 1860 – 2007